# Mary Adela Blagg
Mary Adela Blagg, född 17 maj 1858 i Cheadle, Staffordshire, England, död 14 april 1944 i Staffordshire, var en engelsk astronom och kartograf.

## Biografi
Blagg levde hela sitt liv i Staffordshire. Hon var dotter till en advokat, John Charles Blagg och France Caroline Foottit och utbildade sig i matematik genom att läsa sin brors läroböcker. År 1875 fördes hon till en elitskola i Kensington där hon studerade algebra och tyska. Hon arbetade senare som söndagsskollärare och var lokal sekreterare för Girls Friendly Society.
Under medelåldern blev hon intresserad av astronomi efter att ha gått en universitetskurs under J. A. Hardcastle, barnbarn till John Herschel. Hennes handledare föreslog henne ett arbete inom området av selenografi, och då speciellt med problemet om att utveckla ett enhetligt system av månens nomenklatur. (Flera av den tidens månkartor hade avvikelser vad gäller att benämningen på olika företeelser.)
År 1905 utsågs Blagg av det nybildade International Association of Academies att göra en samlad lista över alla månens kännetecken. Hon arbetade med S. A. Saunder på denna mycket långtråkiga och tidskrävande uppgift, och resultatet publicerades 1913. Hennes arbete presenterade en lång lista med avvikelser som föreningen fick ta itu med att utreda. Hon gjorde också ett omfattande arbete på temat variabla stjärnor i samarbete med professor H. H. Turner. Dessa publicerades i en serie av tio artiklar i de månatliga meddelanden, där professorn medgav att huvuddelen av arbetet utförts av Blagg.
Efter offentliggörandet av ett flertal forskningsrapporter inför Royal Astronomical Society, invaldes hon 1916 som medlem, efter att ha nominerats av professor Turner. Hon var en av fem kvinnor att väljas in samtidigt, vilka även var de första kvinnorna att bli medlemmar. Hon arbetade där ut en Fourieranalys av Bodes lag, som beskrivs i Michael Martin Nietos bok The Titius-Bode Law of Planetary Distances.
År 1920 började hon vid Lunar Commission inom det nybildade International Astronomical Union. De gav henne uppdrag att fortsätta sitt arbete med att standardisera nomenklatur. För denna uppgift samarbetade hon med Karl Müller (1866-1942), en pensionerad statstjänsteman och amatörastronom.  (Kratern Müller på månen är uppkallad efter honom.) Tillsammans producerade en två volymer med titeln Named Lunar Formations, som 1935 blev standardreferens i ämnet.
Under sitt liv utförde hon även volontärarbete, som att t. ex. ta hand om belgiska flyktingbarn under första världskriget. En av hennes favoritsysselsättningar var schack. Hon beskrevs i sin dödsruna med att vara "blygsam och tillbakadragen, i själva verket mycket av en enstöring", och deltog sällan i möten.
Nedslagskratern Blagg på månen är uppkallad efter henne.